# Egyházhely
Egyházhely (1899-ig Kiripolcz, szlovákul Kostolište, korábban Kiripolec, németül Kirchenplatz) község Szlovákiában, a Pozsonyi kerületben, a Malackai járásban.

## Fekvése
Malackától 3 km-re északnyugatra fekszik.

## Története
A falu területén már az i. e. 4. században kelta település volt, melynek díszített edény és cserépmaradványai a falutól nyugatra kerültek elő. A 4. században barbár település volt itt, a késő római korból származó leletekkel. A templom közelében a 7–9. századból származó temető került elő.
A mai település első említése 1206-ból való, nevét az itt állt templomról kapta, mely valószínűleg sokkal korábban állt, mint azt 1397-es első említéséből gondolnánk. A falu a tatárjáráskor elpusztult, de újratelepült, majd érintették a Habsburg Rudolf és II. Ottokár cseh király közti háborús események is. 1271-ben IV. Lászlónak a stomfai uradalomról rendelkező adománylevelében Kylpiruis néven szerepel. Ez a név a német Kirch-Platzból való, mely a mai magyar név megfelelője. 1373-ban I. Lajos oklevelében Kykrillen néven említik. 1428 és 1433 között a husziták rajtaütéseitől szenvedett, a 15. század közepén többször kifosztották. A török rajtaütések azonban szerencsésen elkerülték, így zavartalanul fejlődhetett. 1634-ben Kiripolcz néven említi oklevél. Lakói mezőgazdasággal és kézművességgel foglalkoztak.
Vályi András szerint "KIRIPOLCZ. Tót falu Posony Várm. földes Ura G. Pálfy Uraság, lakosai katolikusok, fekszik Malaczkához közel, és annak filiája, határja 3 fordúlóra van osztva, terem búzát, rozsot, árpát; van réttye, és legelője elég, szőleje, erdeje nints, nagy Léván van piatzozása."
Fényes Elek szerint "Kiripolcz, Poson m. tót f., ut. p. Malaczka mellett: 621 kath., 14 zsidó lak. Határja homokos: az uraság itt ménest tart. F. u. h. Pálffy."
A trianoni békeszerződésig Pozsony vármegye Malackai járásához tartozott.

## Népessége
| Év:            | 1994. | 2004.    | 2014.    | 2024.    |
| -------------- | ----- | -------- | -------- | -------- |
| Emberek száma: | 853   | 1034     | 1340     | 2344     |
| Eltérés:       |       | +21,21 % | +29,59 % | +74,92 % |

| Év:            | 2023. | 2024.   |
| -------------- | ----- | ------- |
| Emberek száma: | 2259  | 2344    |
| Eltérés:       |       | +3,76 % |

1910-ben 873, túlnyomórészt szlovák lakosa volt.
2011-ben 1181 lakosából 1121 fő szlovák.

## Neves személyek
- Itt született 1888-ban Martin Benka szlovák festőművész és grafikus.

## Nevezetességei
- Szent Márton tiszteletére szentelt római katolikus temploma eredetileg gótikus stílusú, a 14. században már biztosan állt. 1563-ban reneszánsz stílusban építették át.